# Гюйо, Арнольд Генри
Арнольд Генри Гюйо (фр. Arnold Henri Guyot; 28 сентября 1807, Будевилье, Невшатель — 8 февраля 1884, Принстон, Нью-Джерси) — доктор философии и права, известный географ.
Один из первоначальных членов Национальной академии наук США (1863).
Первый обратил внимание на слоистое строение швейцарских ледников, обстоятельно исследовал их и сделал много научных открытий в этой области. В 1848 году переселился в США и поселился в г. Кембридже близ Бостона, где приступил к чтению лекций по физической географии. Лекции эти изданы под заглавием «Земля и человек» (1849).
Позже был профессором геологии и физической географии в Престонской коллегии в штате Нью-Джерси. Автор многих руководств по географии и научных статей: «Creation, or the biblical Cosmogony in the Light of Modern science», «Comparative physical geography» и др.
В 1970 году его именем назван лунный кратер на обратной стороне Луны.